# Franz Heger (Ethnologe)
Franz Heger (* 4. Oktober 1853 in Brandeis an der Adler, Bezirk Hohenmauth, Böhmen; † 23. Juli 1931 in Wien) war ein österreichischer Ethnologe und Museumsbeamter.

## Leben
Heger besuchte die Realschule in Wien, bevor er an der k.k. technischen Hochschule in Wien Mineralogie und Geologie studierte. Ein wichtiger akademischer Lehrer war hier Ferdinand von Hochstetter. Parallel studierte Heger an der Universität Wien Paläontologie und Geodäsie bei Eduard Suess. Außerdem studierte er einige Semester Arabisch an der k.k. Orientalischen Akademie bei Adolf Wahrmund. 1876 kam er an das k.k. naturhistorische Museum, wo er 1882 zum Kustos ernannt wurde.
Von 1886 bis 1919 war Heger Leiter der anthropologisch-ethnographischen Abteilung des Naturhistorischen Museums (aus der später das Museum für Völkerkunde Wien hervorging). In dieser Funktion unternahm er zahlreiche Reisen, um Ethnographika zu erwerben. Teilweise führte er auch Ausgrabungen durch. 
In der Wiener Anthropologischen Gesellschaft hatte Heger verschiedene Posten inne, von 1906 bis 1920 war er Vizepräsident der Gesellschaft.
Er schrieb mit Alte Metalltrommeln aus Südostasien (1902) ein grundlegendes Werk zu den südostasiatischen Kesselgongs (chin. tónggǔ, 铜鼓, engl. Dong Son drums), die häufig als „Bronzetrommeln“ bezeichnet werden, das bis heute auch in Vietnam und China als Grundlage der Forschung angesehen wird.

## Schriften (Auswahl)
- Die wichtigsten Fragen der modernen Urgeschichtsforschung. Selbstverlag des Vereins zur Verbreitung naturwissenschaftlicher Kenntnisse, Wien 1882.
- Ferdinand von Hochstetter. In: Mittheilungen der k. k. Geographischen Gesellschaft in Wien, 1884.
- Reisen im Kaukasus, in Transcaspien und Russisch-Turkestan: Juni bis October 1890. In: Annalen des k.k. naturhistorischen Hofmuseums, Jg. 5 (1890), Heft 4, S. 115–146.
- Die Zukunft der ethnographischen Museen. In: Festschrift für Adolf Bastian zu seinem 70. Geburtstage. 26. Juni 1896. Reimer, Berlin 1896, S. 585–593.
- Alte Metalltrommeln aus Südostasien. 2 Bände (Text- und Tafelband). Hiersemann, Leipzig 1902, (Digitalisat Textband).